# Plitvički Ljeskovac
Plitvički Ljeskovac is een plaats in de gemeente Plitvička Jezera in de Kroatische provincie Lika-Senj. De plaats telt 15 inwoners (2001).